# Cispia dipyrena
Cispia dipyrena är en fjärilsart som beskrevs av Collenette 1947. Cispia dipyrena ingår i släktet Cispia och familjen tofsspinnare. Inga underarter finns listade i Catalogue of Life.